# Lloyd Hughes (Politiker)
Lloyd Clarence Hughes (* 15. Oktober 1912 in Wallaroo; † 11. Mai 1994) war ein australischer Politiker, der von 1957 bis 1970 für die Labor Party den Sitz von Wallaroo im südaustralischen Repräsentantenhaus vertrat.
Hughes wurde in Wallaroo geboren und arbeitete als Chemiearbeiter bei Wallaroo-Mount Lyell Fertilizers Ltd, bevor er in die Politik ging. Er war sechs Jahre lang Gemeinderat der Corporate Town von Wallaroo, zeitweise auch stellvertretender Bürgermeister. Zeitweise Präsident und Sekretär des örtlichen Komitees der Australian Workers’ Union. 1974 veröffentlichte er ein Buch zur Lokalgeschichte, Wallaroo 1874–1974.
Er heiratete Lorna G. Lamshed im Jahr 1937. Zusammen hatten sie drei Kinder: Philip, Desmond und Trevor.